# Åkeshov (Stockholms tunnelbana)
Åkeshov ist eine oberirdische Station der Stockholmer U-Bahn. Sie befindet sich im Stadtteil Åkeshov. Die Station wird von der Gröna linjen des Stockholmer U-Bahn-Systems bedient. Sie ist Endhaltestelle der Linie T17 der Gröna linjen. Sie gehört zu den mäßig frequentierten Stationen des U-Bahn-Netzes. An einem normalen Werktag steigen 2.450 Pendler hier zu.
Die Station wurde am 26. Oktober 1952 in Betrieb genommen, als der U-Bahn-Abschnitt Hötorget–Vällingby eingeweiht wurde. Die Bahnsteige befinden sich oberirdisch in Hochlage. Die Station liegt zwischen den Stationen Brommaplan und Ängbyplan. Bis zum Stockholmer Hauptbahnhof sind es etwa sieben Kilometer.

## Reisezeit
| Linie | bis Station     | Reisezeit | bis Station                          | Reisezeit                  |
| T17   | Skarpnäck       | 39 min    | Alvik T-Centralen Gamla stan Slussen | 7 min 20 min 21 min 23 min |
| T19   | Hässelby strand | 12 min    | Alvik T-Centralen Gamla stan Slussen | 7 min 20 min 21 min 23 min |
| T19   | Hagsätra        | 43 min    | Alvik T-Centralen Gamla stan Slussen | 7 min 20 min 21 min 23 min |